# Anestèsia
L'anestèsia (del grec ἀναισθησία, que significa insensibilitat) és la pèrdua reversible de totes les sensacions induïda per drogues. L'anestèsia permet que els pacients es sotmetin a procediments quirúrgics sense experimentar neguit i dolor. L'anestèsia general es caracteritza per produir:
- amnèsia: evitant la formació de memòria
- analgèsia: evitant la sensació conscient del dolor
- relaxació muscular: evitant els moviments involuntaris o el to muscular
- supressió dels reflexos

Les característiques ideals d'un anestèsic són: potència, selecció, baix grau de toxicitat, reversibilitat, rapidesa, duració suficient, independència a canvis de pH, intolerància i sense al·lèrgies associades. Amb l'ús d'anestèsics es perden els següents tipus de sensibilitat: dolor, fred, calor, tacte, pressió i motilitat. Els instruments principals per a realitzar l'anestèsia local són l'agulla, el carpule i la xeringa.

## Història

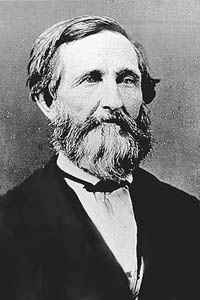
Crawford W. Long: pioner en l'ús de l'anestèsia

Des del principi de la ciència s'ha buscat un mitjà per a eliminar el dolor. en 225 el metge xinès Hua To realitza la primera operació quirúrgica coneguda amb anestèsia encara que es desconeix la recepta. El 14 de novembre de 1804, el metge japonès Hanaoka Seishū es va convertir en la primera persona a realitzar amb èxit la cirurgia amb anestèsia general. Hanaoka va aprendre medicina tradicional japonesa, així com cirurgia europea d'importació holandesa i medicina xinesa. Després d'anys d'investigació i experimentació, finalment va desenvolupar una fórmula que va anomenar tsūsensan (també conegut com a mafutsu-san), que combinava la glòria matinal coreana i altres herbes. Al març de 1842 a Danielsville, Georgia, el Dr. Crawford Williamson Long fou el primer a fer servir èter durant una operació, a administrar-la a un nen abans d'extirpar-li un quist del coll; això no obstant, tan sols va donar a conèixer aquest procediment amb posterioritat.
Fou el doctor odontòleg Horace Wells qui començà a emprar l'òxid nitrós com a anestèsia, després d'haver-ho vist fer a l'autotitulat Professor i Químic Gardner Q. Colton en els seus espectacles, els quals consistien a administrar aquest gas a voluntaris del públic. Aquest fet els portava a un estat d'eufòria i excitació (de vegades arribant a la violència) i perdien les seves inhibicions, fet que delectava al públic. En certa ocasió, un dels voluntaris sota l'efecte del gas es va ferir i el doctor Wells observà que no sentia dolor. A partir d'aquest fet, va decidir comprovar en ell mateix si l'òxid nitrós eliminava el dolor i l'11 de desembre de 1844, després d'aspirar el gas, el seu ajudant John Riggs va treure-li un queixal sense que Wells es queixés. En despertar, Wells va exclamar: "Una nova era en l'extracció de dents".
Més endavant, l'octubre de 1846, fou William Morton, l'ajudant de Wells, qui va realitzar una demostració amb èxit de l'ús de l'anestèsia en aplicar-la a un pacient del doctor John Collins Warren. El doctor Warren va poder eliminar un tumor del coll del seu pacient evitant que aquest sentís cap dolor. Des de llavors, Morton es dedicà a administrar anestèsia, ocultant el tipus de gas que usava (que ell anomenava "letheon") per a utilitzar-lo ell exclusivament però es va veure obligat a revelar que es tractava d'èter. Des de llavors, l'ús d'èter es va difondre ràpidament.
El 1848 arribà l'ús del cloroform. Aquest mateix any a un hospital d'Edimburg el tocòleg James Simpson i el Dr. John Snow van practicar el primer part sense dolor. La mare, en agraïment, va posar el nom d'"Anestèsia" a la seva filla. Però aquest fet no es va popularitzar fins a l'any 1857 quan Snow va aplicar cloroform la reina Victòria en el part del príncep Leopold de Saxonia-Coburg-Gotha. Arran d'aquest part, va nomenar Sir al doctor.
Per aconseguir l'objectiu de suprimir el dolor, l'anestesiologia va experimentar diferents formes de portar a l'individu a un coma farmacològic reversible, és a dir, anul·lar l'activitat cortical a través de les drogues que provoquen una estabilització de la membrana cel·lular de la neurona per hiperpolarització, en bloquejar l'entrada de l'ió calci a través dels canals iònics. Aquesta és una de les teories més acceptades de la farmacologia però no la darrera.

## Tipus d'anestèsia
Hi ha tres tipus d'anestèsia actualment:

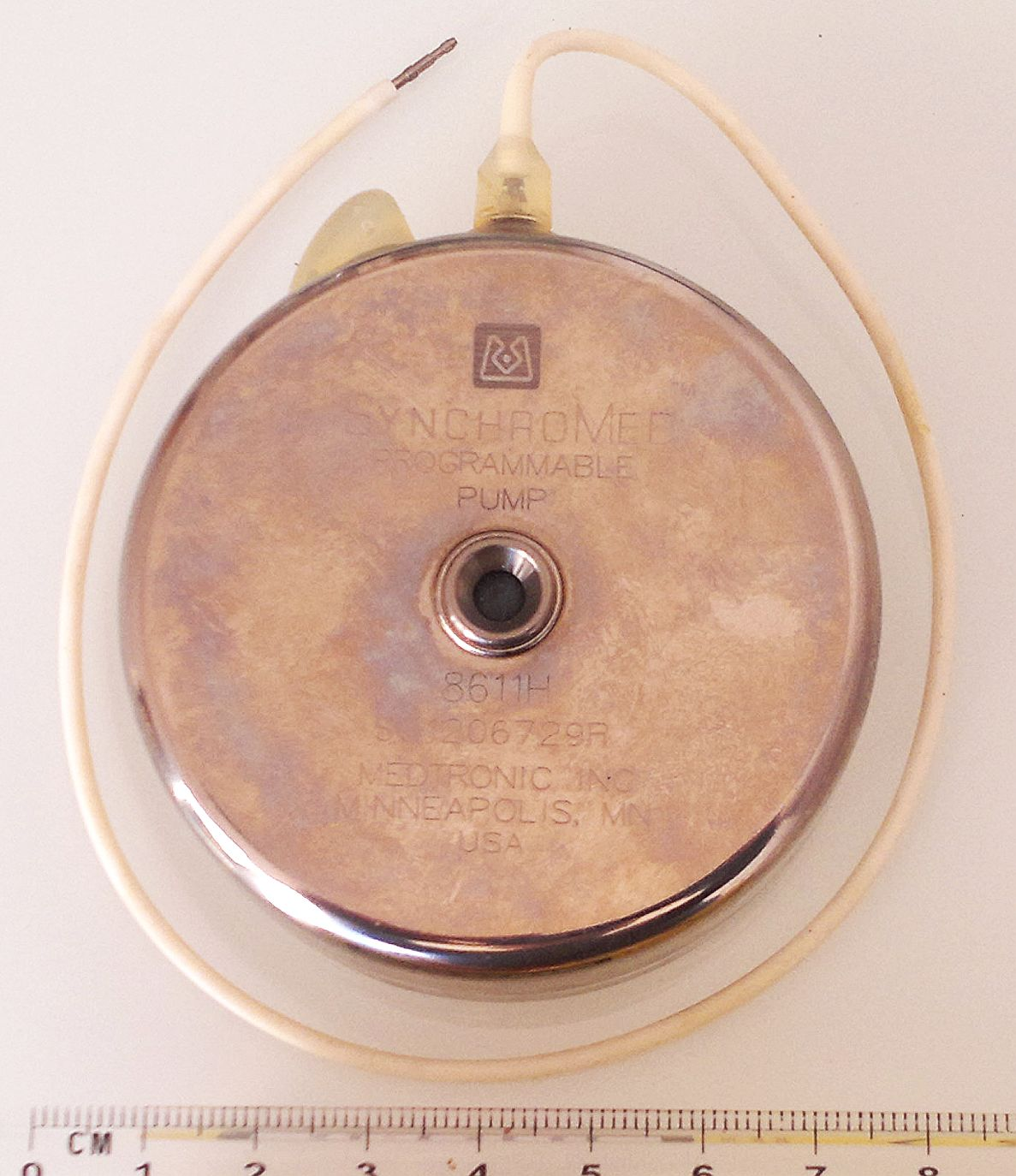
Bomba per l'administració intratecal (sota les meninges) de fàrmacs analgèsics.

1. Anestèsia local: tan sols s'elimina la sensibilitat dolorosa d'una petita zona del cos, generalment la pell.
2. Anestèsia locoregional: s'elimina la sensibilitat d'una àrea o d'un o diversos membres del cos. Pot ser: 
  - troncular d'un nervi o plexe nerviós o
  - neuroaxial, que actua bloquejant l'impuls dolorós a nivell de medul·la espinal, pot ser
    - epidural o peridural si s'introdueix l'anestèsic en les proximitats de la medul·la en l'espai epidural, sense perforar la duramàter (desenvolupada per primer cop pel metge Fidel Pagés). Té una instauració menys ràpida que la intratecal i els canvis hemodinàmics deguts al bloqueig simpàtic també s'esdevenen més lentament.
    - intratecal o intradural: es perfora la duramàter i aracnoide, i s'introdueix l'anestèsic en l'espai subaracnoidal barrejant-se amb el líquid cefalorraquidi.

  - regional intravenosa o bloqueig de Bier: mitjançant compressió es buida de sang un membre i es clou amb un torniquet, omplint-lo posteriorment amb una solució d'anestèsic local injectada per via venosa; es produeix l'anestèsia d'aquest membre sense que l'anestèsic local arribi a la circulació general, gràcies al torniquet.
3. Anestèsia general: S'adorm tot el cos mitjançant l'administració de fàrmacs hipnòtics per via intravenosa, inhalatòria o per ambdues alhora. Actualment es realitza una combinació de diverses tècniques en el que s'anomena anestèsia multimodal. Els components fonamentals que s'han de garantir durant una anestèsia general són inconsciència, amnèsia i analgèsia. L'anestèsia general té diversos objectius:
  - Analgèsia o supressió del dolor, per al que s'empren fàrmacs analgèsics.
  - Protecció de l'organisme a reaccions adverses causades pel dolor, com la reacció vagal; per això s'utilitzen fàrmacs anticolinèrgics com l'atropina i d'altres.
  - Pèrdua de consciència mitjançant fàrmacs hipnòtics o inductors de la son, que dormen al pacient, eviten l'angoixa i solen produir cert grau d'amnèsia.
  - Relaxació muscular mitjançant fàrmacs relaxants musculars, derivats del curare per a produir la immobilitat del pacient, reduir la resistència de les cavitats obertes per la cirurgia, i permetre la ventilació mecànica mitjançant aparells respiradors que asseguren l'oxigenació i l'administració d'anestèsics volàtils en la barreja gasosa respirada.

## Fàrmacs emprats en anestèsia

### Anestèsia general
En l'anestèsia general s'usen:
1. Hipnòtics: per via intravenosa s'utilitzen el propofol, el tiopental, l'etomidat i la ketamina. Per via respiratòria s'usen l'halotà, l'isoflurà, el desflurà, el sevoflurà i l'òxid nitrós.
2. Analgèsics majors: opioides naturals, morfina o sintètics com fentanil, meperidina, alfentanil i remifentanil.
3. Relaxants musculars (miorrelaxants): Com a derivats del curare (atracuri, vecuroni, rocuroni, mivacuri, cisatracuri) i succinilcolina.
4. Altres drogues: són anticolinèrgics com l'atropina, benzodiazepines com el midazolam o el diazepam i anticolinesteràsics com la neostigmina que reverteix l'efecte dels relaxants musculars.

### Anestèsics locals
En anestèsia local s'utilitzen:
1. Lidocaïna
2. Mepivacaïna
3. Bupivacaïna
4. Levobupivacaïna
5. Ropivacaïna

## Plantes amb efecte anestèsic
Les principals plantes amb efecte anestèsic són la menta i la belladona.